# Holokaust (Opfer)
Holokaust (altgriechisch ὁλόκαυστος ‚vollständig verbrannt‘) bezeichnet im griechischen Opferwesen die vollständige Verbrennung des Opfertiers. Es wurde für Götter, Heroen und „gewöhnliche“ Tote ausgeführt. Das Opfer wurde sowohl als eigenständiges Ritual als auch als „heilige Handlung“ innerhalb einer Thysia ausgeführt. Holokaust war ein seltenes Opfer und ist seit dem 5. Jahrhundert v. Chr. nachgewiesen.

## Andere Bezeichnungen
Neben dem griechischen Adjektiv holokautos (altgriechisch ὁλόκαυτος „gänzlich verbrannt“) und dem Verb holokautein (altgriechisch ὁλοκαυτεῖν „gänzlich verbrennen“) werden folgende Begriffe als Hinweis für Holokauste angenommen: kautos (altgriechisch καυτος „verbrannt“), karpoein (altgriechisch καρπώειν), kaiein (altgriechisch καίειν „in Brand setzen“), katakaiein (altgriechisch κατακαίειν „verglühen“) und katagizein (altgriechisch καταγίξειν „gänzlich zerstören“). Das Enagisma wird ebenfalls zu den Holokausten gezählt.

## Definition
Holokaust war ein Opfer, das die vollständige Verbrennung des Opfertiers beinhaltete. Es war im Vergleich zu Thysia ein seltenes Opfer.
Ein Holokaust wurde auf zwei verschiedene Arten ausgeführt. In der ersten Kategorie war es ein autonomes Opfer wie zum Beispiel ein Enagisma. In der zweiten Kategorie war es Teil einer Thysia und wurde zur „heiligen Handlung“, die das Ziel hatte, einen direkten und wirksamen Einfluss auf göttliche Mächte und Naturkräfte auszuüben. Die früheste literarische Erwähnung eines Holokausts, die ein Opfer für Zeus Meilichios aufführt, kann wahrscheinlich als eine „heilige Handlung“ interpretiert werden, von denen es viele verschiedene im griechischen Opferwesen gab:

Furthermore, normal sacrifice could be modified and colored in the direction of these "powerful actions", depending on the purpose and context of the rite. These divergent elements might include the unusual character of the victim, the holocaust of a victim, the special treatment of the parts of the victim, the special nature of the offerings preceding or accompanying the sacrifice itself (such as the libation), the special treatment of the flesh from the victim, etc.

„Darüber hinaus könnten normale Opfer je nach Zweck und Kontext des Ritus in Richtung dieser «machtvollen Handlungen» modifiziert und ausgemalt werden. Diese [von einer gängigen Thysia] abweichenden Elemente können den ungewöhnlichen Charakter des Opfers, den Holokaust eines Opfers, die besondere Behandlung der Teile des Opfers, die besondere Art der Opfergaben, die dem Opfer selbst vorausgehen oder es begleiten (wie z. B. das Trankopfer), die besondere Behandlung des Fleisches des Opfers usw. umfassen.“

## Ritual
Es existieren keine direkten Beschreibungen von Ritualen eines Holokausts. Holokauste wurden an Gräbern (siehe Enagisma), auf Hügeln und Altären und in Heiligtümern ausgeführt.

## Opfergaben
Aus den wenigen Überlieferungen, die genauere Angaben über die Rituale mitteilen, zeigt sich, dass für Holokauste in der Regel kleinere und billigere Tiere ausgewählt wurden wie zum Beispiel Schweinchen oder Lämmer. Große und teure Opfertiere waren die Ausnahme.

## Empfänger
Zu den Empfängern eines Holokausts gehörten Götter, Heroen und „gewöhnliche“ Tote.

## Absicht
Holokauste wurden ausgeführt, wenn man mit einem Problem konfrontiert war oder eine Krise zu bewältigen hatte. Das Ritual diente ebenfalls zur Reinigung oder der Beschwichtigung des Empfängers. Manche Holokauste waren stärker mit Aspekten der Empfänger verbunden, im Besonderen mit deren Nähe zum Totenreich, das von den Griechen als unrein angesehen wurde.

## Andere Kulturen
Im griechischen Kulturraum war das Verbrennen von ganzen Tieren als Opfer selten, ebenso im östlichen Mittelmeerraum. In Mesopotamien und Anatolien fehlte es praktisch gänzlich. Bei den Hurritern, Phöniziern und Ugaritern kam es häufiger vor. Die auf den ersten Blick verwandtesten Opfer lassen sich bei den Israeliten finden, bei denen das teilweise oder vollständige Verbrennen von Tieren das dominante Opferritual war. Für die Wissenschaft hat sich deshalb die Frage gestellt, wer wen beeinflusst hatte oder ob es gänzlich getrennte und unabhängige Rituale gewesen waren. Die in den 80er Jahren des 20. Jahrhunderts vorherrschende Meinung der Wissenschaft, dass Opferrituale mit Tieren von der Levante in den griechischen Kulturraum getragen worden waren, wurden durch osteologische Funde widerlegt. Die Funde haben gezeigt, dass bereits in der späten Bronzezeit auf griechischem Boden Tieropfer, vollständig oder teilweise verbrannt, stattgefunden haben. Die Frage nach dem Ursprung der Tieropfer ist nach wie vor ungeklärt.
Die auf den ersten Blick verwandtschaftlichen Opferrituale von Israeliten und dem griechischen Kulturraum erweisen sich beim genaueren Hinsehen als sehr unterschiedlich. Die in der hebräischen Bibel beschriebenen Opfer ähneln zwar den griechischen, aber die Entsprechung des Holokausts, olah, ist in der Bibel ein grundlegendes Opfer mit großen Tieren wie Stieren und Schafsböcken. Das komplette Verbrennen des Opfers diente als „selbstlose Hingabe“ („selfless devotion“) und wurde zur Sicherung der Präsenz von Jahwe im Heiligtum gedeutet. Im griechischen Kulturraum dagegen war der Holokaust ein seltenes Opfer mit kleinen Tieren, im Besonderen Schweinen. Ebenso sind die Ziele der Opfer der beiden Kulturen völlig unterschiedlich.
Der Unterschied der beiden Opfer wurde bereits in der Antike diskutiert. Porphyrios bezieht sich auf Theophrastos und bemerkt, wenn die Griechen gezwungen gewesen wären, wie die Juden und Syrer zu opfern, hätten sie es ganz unterlassen, da diese die Tiere vollständig verbrannten und nichts davon aßen.